# Lestodiplosis miki
Lestodiplosis miki är en tvåvingeart som beskrevs av Barnes 1928. Lestodiplosis miki ingår i släktet Lestodiplosis och familjen gallmyggor. Inga underarter finns listade i Catalogue of Life.